# Le mille balle blu
Le mille balle blu è un libro scritto da Peter Gomez e Marco Travaglio, pubblicato da BUR Biblioteca Universale Rizzoli nel 2006. Le vignette sono a cura di Ellekappa.
In questa opera gli autori hanno raccolto parte dei detti, contraddetti, bugie, figuracce, promesse, smentite e telefonate segrete di Silvio Berlusconi: dalla "discesa in campo" al contratto con gli italiani in casa Vespa, questo libro raccoglie le mille migliori (o peggiori) bugie che Berlusconi ha raccontato nella sua carriera politica e a cui molti italiani hanno creduto. In appendice, gli autori elencano tutte le "leggi-vergogna" approvate dal suo governo nel quinquennio 2001-2006: dai condoni alla Giustizia, dalle televisioni al mausoleo finanziario di Arcore. Sono anche presenti le telefonate segrete e sospette con personaggi discutibili della società italiana.
Gli autori ricordano volentieri ciò che di Silvio Berlusconi scrisse Indro Montanelli: "È il bugiardo più sincero che ci sia, è il primo a credere alle proprie menzogne. È questo che lo rende così pericoloso. Non ha nessun pudore. Berlusconi non delude mai: quando ti aspetti che dica una scempiaggine, la dice. Ha l'allergia alla verità, una voluttuaria e voluttuosa propensione alle menzogne. "Chiagne e fotte", dicono a Napoli dei tipi come lui. E si prepara a farlo per cinque anni".

## Edizioni
- Peter Gomez, Marco Travaglio, Le mille balle blu, collana Futuropassato, BUR Biblioteca Universale Rizzoli, 2006, ISBN 88-17-00943-1.